# Parafodina sambirano
Parafodina sambirano là một loài bướm đêm trong họ Noctuidae.